# Mildred Pierce
 Mildred Pierce és una pel·lícula estatunidenca dirigida per Michael Curtiz, estrenada el 1945.
Es tracta d'una adaptació de la novel·la Mildred Pierce de James M. Cain, publicada el 1941. El 2011, Todd Haynes en realitza una nova adaptació, Mildred Pierce , mini-sèrie televisada per a la cadena HBO.

## Argument
Monte Beragon és assassinat per diversos trets en la seva propietat de la vora de mar. La seva dona, Mildred Pierce, és convocada a un interrogatori i s'assabenta que el seu antic marit, Bert Pierce, s'acusa de l'homicidi. Però davant l'inspector Peterson, recusa aquesta mentida i torna llargament sobre el seu passat per explicar totes les circumstàncies que envolten el drama.
Fins on pot portar l'amor d'una mare? Tot el que Veda desitja, la seva mare - Mildred Pierce - li ho ofereix. En l'univers masclista estatunidenc, Mildred no vacil·la a trencar amb el seu marit que manté una relació amb una altra dona des de fa diversos mesos. Per respondre a les exigències de luxe de la seva filla, s'ha de debatre doncs per grimpar els esglaons socials. Comença per ser una simple cambrera en un restaurant baix de gamma, però la seva ambició l'empeny a obrir el seu propi establiment amb l'ajuda d'un antic col·laborador del seu marit, Wally Fay. En aquesta ocasió, troba el seductor, però ociós i mandrós, Monte Beragon, amb qui es casa, creient-lo ric, fins i tot si no l'estima, tot això per pujar la seva filla en l'escala social i afavorir l'amor que li professa: «Faria qualsevol cosa per a ella». Inclou un homicidi?

## Repartiment
- Joan Crawford: Mildred Pierce
- Zachary Scott: Monte Beragon
- Ann Blyth: Veda Pierce
- Jack Carson: Wally Fay
- Eve Arden: Ida
- Bruce Bennett: Bert Pierce
- Lee Patrick: Maggie Binderhof
- Moroni Olsen: Inspector Peterson
- Veda Ann Borg: Miriam Ellis
- Jo Ann Marlowe: Kay Pierce

I, entre els actors que no surten als crèdits :
- Joyce Compton: Servent
- James Flavin: Detectiu
- Charles Trowbridge: M. Williams

## Al voltant de la pel·lícula

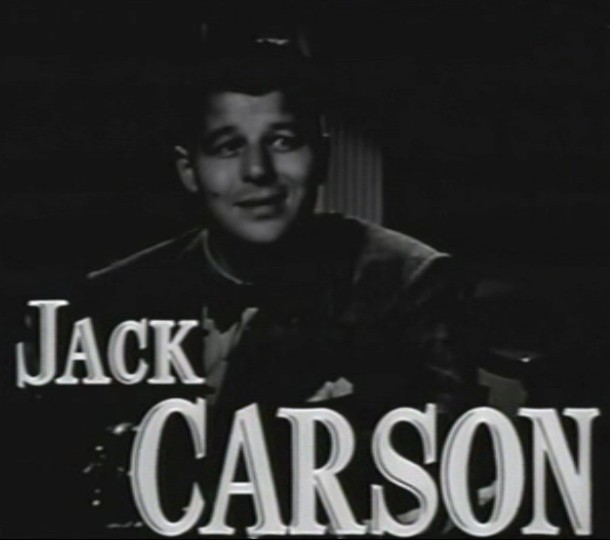
Jack Carson

Joan Crawford, després de divuit anys passats a la Metro-Goldwyn-Mayer (MGM), havia entrat a la Warner Bros. Pictures. La firma l'havia contractat amb la idea singular de competir amb Bette Davis, la gran estrella de la Warner, sense cap dubte per calmar les reivindicacions d'aquesta última. L'antiga estrella de la MGM, llavors al forat de l'ona, aspirava a un gran paper. Va agafar el seu temps i va estudiar acuradament tots els guions proposats per la Warner, desitjosa de no perdre la seva tornada fins al dia en què va llegir un guió que Bette Davis i Barbara Stanwyck havien manifestat que no hi estaven interessades pel personatge de Mildred Pierce. El productor de la pel·lícula Jerry Wald, va empènyer Jack Warner a aconseguir els drets de la novel·la des de la seva sortida el 1941, i ja havia pensat en Joan Crawford. Va acceptar el paper amb entusiasme: «És exactament el que jo buscava.»
Ella va declarar igualment: «El personatge que interpretava a la pel·lícula», reconeixerà Joan Crawford, era una barreja dels papers que havia interpretat anteriorment i d'elements que provenien de la meva pròpia personalitat i del meu propi caràcter. No tant, d'altra banda, el sofriment, ja que crec massa en la Christian Science per patir hores i hores. Però els meus universos professional i personal havien evolucionat tant... Alguns amics havien mort o marxaven... El públic mateix ja no semblava saber què desitjava... Les companyies cinematogràfiques tenien cada vegada més problemes. Els meus dies daurats i sovint gloriós s'havien acabat i Mildred Pierce  apareixia com una mena de celebració amarga del final. »

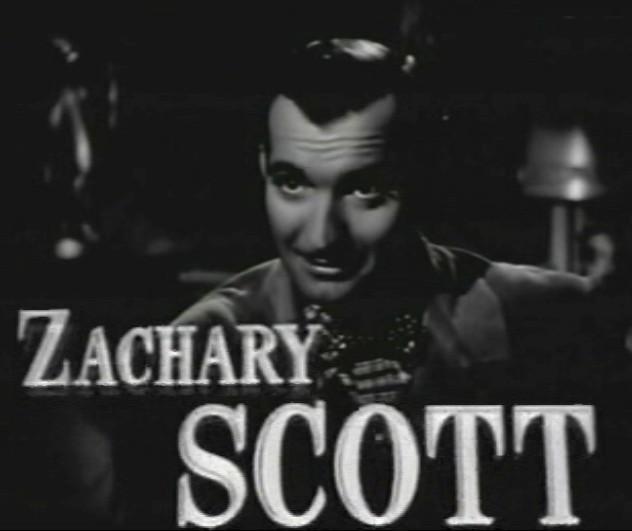
Zachary Scott

L'argument tret d'una novel·la de James M. Cain s'ha modificat profundament pels guionistes successius. Una atmosfera inherent a la pel·lícula negra i una intriga criminal, temes absents de la novel·la, seran injectats en l'adaptació. A més, la pel·lícula, contràriament a la novel·la, serà construïda en flash-backs.
Jack Warner vol que la pel·lícula sigui dirigida pel més conegut director de la Warner, Michael Curtiz. Però els començaments del rodatge van ser força agitats entre el realitzador i l'actriu; Curtiz no desitjava dirigir una «has been».», que a més, segons ell, es comporta encara com si fos a la MGM. Joan Crawford es troba amb un equip de rodatge que no coneix i dirigida per un realitzador tirànic; ella que estava acostumada a treballar, durant prop de vint anys, amb els mateixos tècnics de «la firma del lleó». Malgrat això, l'actriu farà tot el possible per provar que és l'actriu ideal pel paper i davant tantes persuasions, les seves relacions amb Curtiz milloraran i el realitzador reconeixerà els seus errors.
James M. Cain, admirat perquè l'actriu havia fet amb el personatge de Mildred, li va oferir un exemplar, relligat de cuir, de la seva novel·la amb una dedicatòria: «A Joan Crawford, la meva gratitud eterna a qui va donar vida a Mildred com sempre havia esperat» 
La pel·lícula va tenir un èxit triomfal amb una recaptació de cinc milions de dòlars i l'Oscar a la millor actriu per a Joan Crawford que va celebrar així la seva tornada al primer pla.

## Premis i nominacions

### Premis[10]
- 1946: Oscar a la millor actriu per Joan Crawford

### Nominacionss[10]
- 1946: Oscar a la millor pel·lícula per Jerry Wald
- 1946: Oscar a la millor actriu per Eve Arden
- 1946: Oscar a la millor actriu per Ann Blyth
- 1946: Oscar al millor guió adaptat per Ranald MacDougall
- 1946: Oscar a la millor fotografia per Ernest Haller